# Фабіо Жуніор Перрейра
Фабіо Жуніор Перрейра (порт. Fábio Júnior, нар. 22 листопада 1977, Маньюасу) — бразильський футболіст, що грав на позиції нападника.
Виступав, зокрема, за клуб «Америка Мінейру», а також національну збірну Бразилії.
Володар Кубка Бразилії.

## Клубна кар'єра

### Перші кроки
Народився 22 листопада 1977 року в місті Маньюасу, на сході штату Мінас-Жерайс. Вихованець футбольної школи клубу «Демократа-ГВ». Потім протягом двох з половиною місяців тренувався разом з головною командою клубу «Корінтіанс», але зрештою клуб вирішив відмовитися від його послуг. Крім того, двічі вирушав на перегляд на базу клубу «Атлетіко Мінейро» у місті Говернадор-Валадарес, але обидва рази по завершенні перегляду до підписання контракту справа так і не дійшла.

### Крузейру
1997 року «Крузейру» викупив його контракт за 300 000 реалів. Попри те, що Фабіу підписав професіональний контракт, на поле він регулярно виходив у складі молодіжної команди клубу. Виступав на Молодіжному кубку Сан-Паулу 1998 року, на якому з 9-ма голами став найкращим бомбардиром турніру та допоміг своїй команді дійти до 1/2 фіналу.
У першому фінальному матчі Ліги Мінейро відзначився 3-ма голами у воротах принципового супергика, «Атлетіку», завдяки чому його команда здобула перемогу з рахунком 3:2. У матчі-відповіді була зафіксована нульова нічия, завдяки чому разом з клубом став переможцем турніру, цей титул став першим для Фабіу в футболці «Крузейру». Був найкращим бомбардиром Кубку Меркосур того ж сезону, разом з Алексом з «Палмейраса», з 6-ма забитими м'ячами й посів друге місце на турнірі. Того ж року з 18-ма голами став найкращим бомбардиром Ліги Бразілейру, а його команда посіла на цьому турнірі 2-ге місце. Крім цього, Фабіу увійшов до символічної збірної чемпіонату за версією журналу Placar.
Після появи Фабіо у бразильському футбол, його почали порівнювати з Роналду через фізичну схожість та високу результативність, особливо це порівняння підживлювало той факт, що Фабіо розпочав свою кар'єєру в тому ж клубі, де свої перші кроки у футболі робив легендарний бразилець.
За команду клубу «Крузейру» провів два сезони, взявши участь у 40 матчах чемпіонату.

### Рома та оренди
У січні 1999 року 21-річний футболіст за 15 мільйонів доларів перейшов до «Роми», підписавши 5-річний контракт з клубом зі столиці Італії У команді зіграв 23 матчі та відзначився 5-ма голами.
Проте вже у березні наступного року був відданий італійським клубом у оренду колишньому клубові Фабіо, «Крузейру», до завершення грудня за 1,1 мільйони доларів. Разом з «Крузейру» став володарем кубку Бразилії 2000 року, ставши автором першого гола команди у фінальному матчі проти «Сан-Паулу».
У лютому 2001 року перейшов до складу «Палмейраса» на правах річної оренди (до грудня того ж року) з правом викупу в італійського клубу за 10 мільйонів доларів.
У травні 2001 року Фабіо Жуніора та деяких інших ліегіонерів, які раніше виступали в італійських футбольних клубах, прокурором Італійської федерації футболу було оголошено звинувачення у використанні фальшивих паспортів. Римський клуб, який начебто отримав вигоду з наявності підробленого документа, також було звинувачено у злочині. На той час, тільки три гравці, які є громадянами інших країн, що не входять до ЄС, могли виступати у кожній італійській команді й підробка паспортів могла бути виконана, щоб обійти це правило. Гравець перед журналістами заявив про свою невинуватість, але в червні 2001 року Італійська федерація дискваліфікувала гравця на один рік (а також інших футболістів, у тому числі й воротаря Діда з «Мілана»). «Рома» також мала була бути покараною на суму від 750 мільйонів доларів.
У січні 2002 року був відданий у річну оренду до «Крузейру», цей сезон став для Фабіо уже третім у футболці вище вказаного клубу. Разом з командою здобув перемогу у Суперчемпіонаті Мінейру та Кубку Суль-Мінас
У січні 2003 року він був відданий у піврічну оренду до португальського клубу «Віторія» (Гімарайнш).

### Атлетіко Мінейру, Азія та Німеччина
У березні 2003 року «Атлетіко Мінейру» викупив 30 % трансферних прав на гравця, підписавши з ним контракт до кінця 2005 року. З 14-ма голами у 2003 році став найкращим бомбардиром Ліги Бразілейру проте у січні 2004 року, після завершення терміну контракту, залишив команду.
На початку 2004 року Фабіу Жуніор підписав контракт з японським клубом «Касіма Антлерс», який на той час тренував його співвітчизник Тонінью Сересо.
У 2005 році за запрошенням тренера Прокопіу Кардозу, знову перейшов до клубу «Атлетіко Мінейру». В серпні того ж року гравець розірвав контракт з альвінегру, й, у підсумку, приєднався до клубу «Аль-Вахда» (Абу-Дабі) з ОАЕ.
На початку 2006 року підписав півторарічний контракт з німецьким клубом «Бохум».
У серпні 2007 року перейшов до ізраїльського клубу «Хапоель» (Тель-Авів), підписавши контракт терміном на два роки.

### Баїя та Бразильєнсе
У вересні 2008 року перейшов до клубу «Баїя», який того сезону виступав у серії В, але через проблеми з документами не зміг виступати за клуб.
У 2009 році перейшов у «Бразильєнсе», ставши найкращим бомбардиром та переможцем Ліги Бразильєнсе того сезону. Того ж року перебував на перегляді у клубі «Санту-Андре», який перебував у пошуках нападника. Проте розірвати контракт гравцю з «Бразильєнсе» не вдалося, тому Рамальхау через деякий час вирішили відмовитися від ідеї підписання Фабіо Жуніора.

### Америка Мінейру
У 2010 році він підсилив клуб «Америка Мінейру», щоб допомогти команді успішно виступити у чемпіонаті штату та Серії B бразильського чемпіонату. Відіграв за команду з Белу-Орізонті наступні три сезони своєї ігрової кар'єри. Більшість часу, проведеного у складі «Америка Мінейру», був основним гравцем атакувальної ланки команди. У травні того ж року підписав контракт з «Боа» (Варжинья), щоб у 2014 році виступати Серії B бразильського чемпіонату. Проте, після шести зіграних матчів і одного забитого м'яча, вже у липні залишив «Мінас».
15 січня 2015 року був представлений як підсилання клубу «Гуарані» (Кампінас), для того щоб успішно виступати у Лізі Мінейру. У литопаді того ж року погодився перейти до клубу Вілла Нова, у складі якого протягом сезону 2016 року мав стати граючим тренером.

## Виступи за збірну
Фабіу Жуніор до національної збірної Бразилії вперше був викликаний у вересні 1998 року для участі у товариському матчі проти збірної Югославії, це був перший матч Вандерлея Лушембургу після його призначення на посаду головного тренера збірної Бразилії. Протягом кар'єри у національній команді, яка тривала усього 3 роки, провів у формі головної команди країни лише 3 матчі. Окрім вище вказаного поєдинку брав участь у товариському поєдинку проти Еквадору, у жовтні 1998 року, та у матчах проти Південної Кореї та Японії, у березні 1998 року.
Також брав участь у складі олімпійської збірної Бразилії у підготовчих та кваліфікаційних поєдинках 2000 року, які проходили у Лондрині. У складі цієї збірної відзначився 8-ма голами, 7-ма — у товариських матчах та 1-им у фінальній частині.

## Клубна статистика
| Клубні виступи             | Клубні виступи             | Клубні виступи             | Ліга  | Ліга | Кубок            | Кубок            | Кубок ліги      | Кубок ліги      | Загалом | Загалом |
| Сезон                      | Клуб                       | Ліга                       | Матчі | Голи | Матчі            | Голи             | Матчі           | Голи            | Матчі   | Голи    |
| Бразилія                   | Бразилія                   | Бразилія                   | Ліга  | Ліга | Кубок Бразилії   | Кубок Бразилії   | Кубок ліги      | Кубок ліги      | Загалом | Загалом |
| -------------------------- | -------------------------- | -------------------------- | ----- | ---- | ---------------- | ---------------- | --------------- | --------------- | ------- | ------- |
| 1997                       | Крузейру                   | Серія A                    | 8     | 0    |                  |                  | —               | —               |         |         |
| 1998                       | Крузейру                   | Серія A                    | 32    | 18   |                  |                  | —               | —               |         |         |
| Італія                     | Італія                     | Італія                     | Ліга  | Ліга | Кубок Італії     | Кубок Італії     | Кубок ліги      | Кубок ліги      | Загалом | Загалом |
| 1998–99                    | Рома                       | Серія A                    | 7     | 3    |                  |                  | —               | —               |         |         |
| 1999–00                    | Рома                       | Серія A                    | 9     | 1    |                  |                  | —               | —               |         |         |
| Бразилія                   | Бразилія                   | Бразилія                   | Ліга  | Ліга | Кубок Бразилії   | Кубок Бразилії   | Кубок ліги      | Кубок ліги      | Загалом | Загалом |
| 2000                       | Крузейру                   | Серія A                    | 18    | 7    |                  |                  | —               | —               |         |         |
| 2001                       | Палмейрас                  | Серія A                    | 20    | 3    |                  |                  | —               | —               |         |         |
| 2002                       | Крузейру                   | Серія A                    | 25    | 12   |                  |                  | —               | —               |         |         |
| Португалія                 | Португалія                 | Португалія                 | Ліга  | Ліга | Кубок Португалії | Кубок Португалії | Кубок ліги      | Кубок ліги      | Загалом | Загалом |
| 2002–03                    | Віторія (Гімарайнш)        | Прімейра-Ліга              | 4     | 0    |                  |                  |                 |                 |         |         |
| Бразилія                   | Бразилія                   | Бразилія                   | Ліга  | Ліга | Кубок Бразилії   | Кубок Бразилії   | Кубок ліга      | Кубок ліга      | Загалом | Загалом |
| 2003                       | Атлетіко Мінейро           | Серія A                    | 34    | 14   |                  |                  | —               | —               |         |         |
| Японія                     | Японія                     | Японія                     | Ліга  | Ліга | Кубок Імператора | Кубок Імператора | Кубок Джей-ліги | Кубок Джей-ліги | Загалом | Загалом |
| 2004                       | Касіма Антлерс             | Джей-ліга                  | 13    | 1    | 2                | 1                | 2               | 0               | 17      | 2       |
| Бразилія                   | Бразилія                   | Бразилія                   | Ліга  | Ліга | Кубок Бразилії   | Кубок Бразилії   | Кубок ліги      | Кубок ліги      | Загалом | Загалом |
| 2005                       | Атлетіко Мінейро           | Серія A                    | 15    | 3    |                  |                  | —               | —               |         |         |
| Об'єднані Арабські Емірати | Об'єднані Арабські Емірати | Об'єднані Арабські Емірати | Ліга  | Ліга | Кубок Президента | Кубок Президента | Кубок ліги      | Кубок ліги      | Загалом | Загалом |
| 2005–06                    | Аль-Вахда                  | Ліга ОАЕ                   | 0     | 0    |                  |                  | —               | —               |         |         |
| Німеччина                  | Німеччина                  | Німеччина                  | Ліга  | Ліга | Кубок Німеччини  | Кубок Німеччини  | Кубок ліги      | Кубок ліги      | Загалом | Загалом |
| 2005–06                    | Бохум                      | Друга Бундесліга           | 15    | 1    | 0                | 0                | —               | —               | 15      | 1       |
| 2006–07                    | Бохум                      | Бундесліга                 | 16    | 2    | 2                | 0                | —               | —               | 18      | 2       |
| Ізраїль                    | Ізраїль                    | Ізраїль                    | Ліга  | Ліга | Кубок Ізраїлю    | Кубок Ізраїлю    | Кубок Тото      | Кубок Тото      | Загалом | Загалом |
| 2007–08                    | Хапоель (Тель-Авів)        | Прем'єр-ліга               | 33    | 7    |                  |                  |                 |                 | 33      | 7       |
| Бразилія                   | Бразилія                   | Бразилія                   | Ліга  | Ліга | Кубок Бразилії   | Кубок Бразилії   | Кубок ліги      | Кубок ліги      | Загалом | Загалом |
| 2008                       | Баїя                       | Серія B                    | 0     | 0    |                  |                  | —               | —               |         |         |
| 2009                       | Бразильєнсе                | Серія B                    | 23    | 10   |                  |                  | —               | —               |         |         |
| 2010                       | Америка Мінейру            | Серія B                    | 34    | 19   |                  |                  | —               | —               |         |         |
| 2011                       | Америка Мінейру            | Серія A                    |       |      |                  |                  | —               | —               |         |         |
| Країна                     | Бразилія                   | Бразилія                   | 209   | 86   |                  |                  | 0               | 0               |         |         |
| Країна                     | Італія                     | Італія                     | 16    | 4    |                  |                  | 0               | 0               |         |         |
| Країна                     | Португалія                 | Португалія                 | 4     | 0    |                  |                  |                 |                 |         |         |
| Країна                     | Японія                     | Японія                     | 13    | 1    | 2                | 1                | 2               | 0               | 17      | 2       |
| Країна                     | Об'єднані Арабські Емірати | Об'єднані Арабські Емірати | 0     | 0    |                  |                  | 0               | 0               |         |         |
| Країна                     | Німеччина                  | Німеччина                  | 31    | 3    | 2                | 0                | 0               | 0               | 33      | 3       |
| Країна                     | Ізраїль                    | Ізраїль                    | 33    | 7    |                  |                  |                 |                 |         |         |
| Загалом                    | Загалом                    | Загалом                    | 272   | 82   |                  |                  |                 |                 |         |         |

## Статистика у збірній
| національна збірна Бразилії | національна збірна Бразилії | національна збірна Бразилії |
| Рік                         | Матчі                       | Голи                        |
| --------------------------- | --------------------------- | --------------------------- |
| 1998                        | 1                           | 0                           |
| 1999                        | 2                           | 0                           |
| Загалом                     | 3                           | 0                           |

## Титули і досягнення

### Командні
- Кубок Бразилії («Крузейру»):
  -  Володар (1): 2000

- Арабська Гульф Ліга ОАЕ
  -  Чемпіон (1): 2005

- Ліга Бразіліенсе
  -  Чемпіон (1): 2008

- Ліга Мінейро
  -  Чемпіон (3): 1997, 1998, 2002

- Кубок Суль-Мінас
  -  Володар (1): 2002

- Друга Бундесліга
  -  Чемпіон (1): 2005/06

### Особисті
- Срібний м'яч
  -  Володар (1): 1998